# Маийон, Шарль Борроме
Шарль Борроме Маийон (фр. Charles Borromée Mahillon; 5 ноября 1813, Брюссель — 4 сентября 1887, Моленбек-Сен-Жан) — бельгийский музыкальный фабрикант, основатель династии.
Учился в Англии, по возвращении в Бельгию вошёл компаньоном в музыкальную мастерскую брата своей жены, кларнетиста Жоржа Кретьена Бакмана, а в 1836 году открыл собственное дело, избрав своей специальностью изготовление духовых инструментов — как деревянных, так и медных. Уже в 1841 г. несколько инструментов Маийона получили медали на Национальной универсальной выставке в Брюсселе. В дальнейшем Маийон и его фирма неоднократно получали различные международные и национальные награды, включая серебряную медаль Всемирной выставки 1867 года в Париже. В 1844 году открылось отделение фирмы Маийона в Лондоне. В 1856 году Маийон стал поставщиком духовых инструментов для бельгийской армии, расширив также своё производство за счёт ударных.
Со временем к бизнесу Маийона оказались привлечены его сыновья — прежде всего, старший, Виктор Шарль Маийон, ставший также заметным музыковедом и музейным деятелем; второй сын Жозеф Жан Маийон (1848—1923) в дальнейшем возглавил брюссельское отделение фирмы, а третий сын Фердинан Шарль Эжен Маийон (1855—1948) — лондонское. В целом предприятие Маийона существовало до 1935 года.